# Prowincja Koulpélogo
Prowincja Koulpélogo – jedna z 45 prowincji w Burkina Faso.
Ma powierzchnię niespełna 2,5 tysięcy km². W 2006 roku mieszkało w niej ponad 259 tysięcy ludzi. W 1996 roku na jej terenach zamieszkiwało ponad 187 tysięcy mieszkańców.